# Kolonia Konopki
Kolonia Konopki [kɔˈlɔɲa kɔˈnɔpkʲi] (tiếng Đức: Konopken Kolonie) là một ngôi làng thuộc khu hành chính của Gmina Biała Piska, thuộc huyện Piski, Warmińsko-Mazurskie, ở miền bắc Ba Lan.
Trước năm 1945, khu vực này là một phần của Đức (Đông Phổ).